# Europameisterschaften im Vielseitigkeitsreiten 2015
| Europameisterschaften 2015 | Europameisterschaften 2015                         |
| -------------------------- | -------------------------------------------------- |
| Sportart:                  | Vielseitigkeitsreiten                              |
| Austragungsort:            | Blair Castle, Blair Atholl, Vereinigtes Königreich |
| Teilnehmende Reiter:       | 65                                                 |

Die Europameisterschaften im Vielseitigkeitsreiten 2015 fanden vom 10. bis 13. September 2015 auf dem Gelände der schottischen Burg Blair Castle statt. In Blair Castle wurden die 32. Europameisterschaften im Vielseitigkeitsreiten durchgeführt.

## Organisation

### Vorbereitung
Die FEI gab im Juni 2012 bekannt, dass die Europameisterschaften der Vielseitigkeitsreiter 2015 in Blair Castle stattfinden werden. Blair Castle ist jährlich Ende August Austragungsort eines Vielseitigkeitsreitturniers, der Blair Castle Horse Trials, dessen Programm unter anderem eine 3*-Vielseitigkeits-Langprüfung (CCI 3*) umfasst.
Die Europameisterschaften fanden bereits zum zwölften Mal im Vereinigten Königreich statt, für Schottland war es jedoch eine Premiere.

### Durchführung, Austragungsort, Medien
Der Generalsponsor der FEI, Longines, war in Blair Castle auch Sponsor der Europameisterschaften. Die Teilprüfungen Dressur und Springen sowie die Verfassungsprüfungen fanden auf dem Hauptplatz vor der Burg statt. Der Geländekurs war auf Flächen westlich der Burg aufgebaut worden, Strecke und Hindernisse wurden von Ian Stark gestaltet.
Die Medaillenübergabe fand unter Beteiligung von Königin Elisabeth II. statt.
Im deutschen Fernsehen übertrug das WDR Fernsehen am 12. September 2015 70 Minuten lang vom Geländetag der Europameisterschaften. Die Entscheidung am Folgetag wurde im Internet auf sportschau.de live übertragen, die Sportschau im Fernsehsender Das Erste zeigte am Abend des Tages einen Kurzbeitrag. Die FEI übertrug das gesamte Turnier kostenpflichtig auf ihrer Internetseite.

## Wettbewerbe

### Allgemeines
Seit 2005 wird die Europameisterschaft als Langprüfung nach neuem Format – Dressur, Gelände, Springen – auf CCI 3*-Niveau ausgetragen. Die Mannschafts- und die Einzelwertung werden in einer gemeinsamen Prüfung ausgetragen.
Das Starterfeld in Blair Castle umfasst 65 Starter und war damit etwas größer als in Malmö zwei Jahre zuvor. Zwei weitere Reiter schieden bereits vor der Dressurprüfung aus (zurückgezogen vor der Verfassungsprüfung bzw. Verfassungsprüfung nicht bestanden). Mit elf Nationen hatte sich die Mannschaftszahl im Vergleich zu 2013 (zehn Equipen) minimal gesteigert.
Die Nationen durften jeweils vier Mannschaftsreiter und zwei Einzelreiter mit jeweils einem Pferd zu den Europameisterschaften entsenden. Großbritannien als Gastgeber konnte zwölf Startplätze vergeben.

### Zeitplan
Am Mittwoch, den 9. September 2015, begann bereits um 9 Uhr Ortszeit mit dem Finale von „Kent and Masters Arena Eventing“, einer nationalen Prüfungsserie von Springprüfungen mit in den Kurs integrierten Geländehindernissen (Hindernishöhe bis 90 bzw. 100 cm). Diese wie auch mehrere Rahmenprüfungen der Folgetage (nationale Hunter- und Springprüfungen) in der „Banvie & Tilt Arena“ durchgeführt. Weitere Rahmenprüfungen fanden in der „Tummel & Country Fair Arena“ statt, so am 9. September ab 10 Uhr Open Arena Eventing und am 12. September Mounted Games.
Das Europameisterschaftsprogramm startete mit der ersten Verfassungsprüfung am Nachmittag des 9. September, nach dieser folgte die Eröffnungsfeier. Am 10. und 11. September folgte die Teilprüfung Dressur, einen Tag später stand die Geländeprüfung an.
Am Sonntag (13. September) stand die letzte Teilprüfung, die Springprüfung, auf dem Programm. Nach dieser standen die Europameister in Einzel- und Mannschaftswertung fest. Die Teilprüfungen dauerten jeweils vom Vormittag bis zum Nachmittag und fanden (mit Ausnahme der Geländeprüfung) im Hauptstadion von Blair Castle statt. Das Turnier endete mit der Medaillenübergabe und einer Abschlusszeremonie.

## Ergebnisse

### Zwischenergebnis nach der Dressur
Einzelwertung:
| Rang | Reiter           | Pferd         | Minuspunkte (Prozent) |
| ---- | ---------------- | ------------- | --------------------- |
| 1    | Sandra Auffarth  | Opgun Louvo   | 31,40 (79,10 %)       |
| 2    | Holly Woodhead   | Lupison       | 31,70 (78,85 %)       |
| 3    | Michael Jung     | Takinou       | 33,50 (77,69 %)       |
| 4    | Nicola Wilson    | One Two Many  | 34,60 (76,92 %)       |
| 5    | Thibaut Vallette | Qing du Briot | 36,80 (75,45 %)       |

Mannschaftswertung:
|   | Mannschaft     | Reiter                 | Pferd           | Minuspunkte |
| - | -------------- | ---------------------- | --------------- | ----------- |
| 1 | Deutschland    | Sandra Auffarth        | Opgun Louvo     | 31,40       |
| 1 | Deutschland    | Michael Jung           | Takinou         | 33,50       |
| 1 | Deutschland    | Ingrid Klimke          | Hale Bob        | 37,80       |
| 1 | Deutschland    | Dirk Schrade           | Hop and Skip    | (43,10)     |
| 1 | Deutschland    | 102,70                 |                 |             |
| 2 | Großbritannien | Nicola Wilson          | One Two Many    | 34,60       |
| 2 | Großbritannien | Kitty King             | Persimmon       | 36,90       |
| 2 | Großbritannien | Pippa Funnell          | Sandman         | 41,00       |
| 2 | Großbritannien | William Fox-Pitt       | Bay My Hero     | (43,00)     |
| 2 | Großbritannien | 112,50                 |                 |             |
| 3 | Frankreich     | Thibaut Vallette       | Qing du Briot   | 36,80       |
| 3 | Frankreich     | Karim Florent Laghouag | Entebbe         | 38,70       |
| 3 | Frankreich     | Mathieu Lemoine        | Bart L          | 39,70       |
| 3 | Frankreich     | Thomas Carlile         | Sirocco du Gers | (43,20)     |
| 3 | Frankreich     | 115,20                 |                 |             |

### Zwischenergebnis nach dem Gelände
„Ein richtiger altmodischer Cross Country Kurs, schwer, viel zu springen, nicht sehr technisch“, bewertete Dirk Schrade die Geländestrecke von Blair Castle. Der Boden der Strecke war durch heftigen Landregen, der zu Beginn der Prüfung einsetzte, sehr rutschig. Während der Prüfung wurde das Hindernis 22, ein Tiefsprung, auf dem Kurs herausgenommen, nachdem hier drei Reiter gestürzt waren.
Die deutsche Mannschaft brachte als einzige Equipe neben den sechstplatzierten Spaniern alle Mannschaftsreiter in das Ziel der Geländestrecke und konnte damit seine Führung auf über 40 Minuspunkte ausbauen. Die erlaubte Zeit im Gelände war (auch bedingt durch die Witterungsbedingungen) eng gesteckt, so dass es nur drei Teilnehmerpaaren gelang, in diesem Rahmen zu bleiben. Isabelle Taylor gelang dies, sie arbeitete sich damit von Platz 26 auf den dritten Platz vor. Michael Jung blieb mit seinem erst achtjährigen Fuchswallach Takinou ebenso im Gelände ohne Minuspunkte und setzte sich damit in der Einzelwertung deutlich in Führung.
Einzelwertung:
| Rang | Reiter           | Pferd         | Minuspunkte | Minuspunkte | Minuspunkte      |
| Rang | Reiter           | Pferd         | Dressur     | Gelände     | Zwischenergebnis |
| ---- | ---------------- | ------------- | ----------- | ----------- | ---------------- |
| 1    | Michael Jung     | Takinou       | 33,50       | 0,00        | 33,50            |
| 2    | Sandra Auffarth  | Opgun Louvo   | 31,40       | 11,20       | 42,60            |
| 3    | Isabelle Taylor  | Matilda       | 44,00       | 0,00        | 44,00            |
| 4    | Thibaut Vallette | Qing du Briot | 36,80       | 8,40        | 45,20            |
| 5    | Kitty King       | Persimmon     | 36,90       | 8,40        | 45,30            |

Mannschaftswertung:
| Rang | Mannschaft     | Reiter                 | Pferd           | Minuspunkte | Minuspunkte | Minuspunkte      |
| Rang | Mannschaft     | Reiter                 | Pferd           | Dressur     | Gelände     | Zwischenergebnis |
| ---- | -------------- | ---------------------- | --------------- | ----------- | ----------- | ---------------- |
| 1    | Deutschland    | Michael Jung           | Takinou         | 33,50       | 0,00        | 33,50            |
| 1    | Deutschland    | Sandra Auffarth        | Opgun Louvo     | 31,40       | 11,20       | 42,60            |
| 1    | Deutschland    | Ingrid Klimke          | Hale Bob        | 37,80       | 8,80        | 46,60            |
| 1    | Deutschland    | Dirk Schrade           | Hop and Skip    | 43,10       | 5,20        | 48,30            |
| 1    | Deutschland    |                        |                 | 122,70      |             |                  |
| 2    | Großbritannien | Kitty King             | Persimmon       | 36,90       | 8,40        | 45,30            |
| 2    | Großbritannien | Pippa Funnell          | Sandman         | 41,00       | 9,60        | 50,60            |
| 2    | Großbritannien | Nicola Wilson          | One Two Many    | 34,60       | 38,80       | 73,40            |
| 2    | Großbritannien | William Fox-Pitt       | Bay My Hero     | 43,00       | AUFG        | (1000,00)        |
| 2    | Großbritannien |                        |                 | 169,30      |             |                  |
| 3    | Frankreich     | Thibaut Vallette       | Qing du Briot   | 36,80       | 8,40        | 45,20            |
| 3    | Frankreich     | Mathieu Lemoine        | Bart L          | 39,70       | 23,60       | 63,30            |
| 3    | Frankreich     | Thomas Carlile         | Sirocco du Gers | 43,20       | 28,00       | 71,20            |
| 3    | Frankreich     | Karim Florent Laghouag | Entebbe         | 38,70       | AUSG        | (1000,00)        |
| 3    | Frankreich     |                        |                 | 179,70      |             |                  |

### Endergebnis
Vier fehlerfreie Ritte der Mannschaftsreiter festigten in der letzten Teilprüfung nochmals die Führung deutschen Equipe, die damit mit über 50 Minuspunkten Vorsprung die Mannschafts-Goldmedaille gewann. Frankreich, dessen Mannschaft auf den dritten Platz kam, sicherte sich mit diesem Ergebnis die Qualifikation für die Olympischen Spiele 2016.
In der Einzelwertung änderte sich auf den ersten zwei Plätzen nichts mehr: Michael Jung verteidigte seinen Europameistertitel, die Einzel-Weltmeisterin von 2014, Sandra Auffarth, sicherte sich die Silbermedaille.

#### Einzelwertung
| Rang | Reiter            | Pferd             | Minuspunkte | Minuspunkte | Minuspunkte | Minuspunkte |
| Rang | Reiter            | Pferd             | Dressur     | Gelände     | Springen    | Endergebnis |
| ---- | ----------------- | ----------------- | ----------- | ----------- | ----------- | ----------- |
| 1    | Michael Jung      | Takinou           | 33,50       | 0,00        | 0,00        | 33,50       |
| 2    | Sandra Auffarth   | Opgun Louvo       | 31,40       | 11,20       | 0,00        | 42,60       |
| 3    | Thibaut Vallette  | Qing du Briot     | 36,80       | 8,40        | 0,00        | 45,20       |
| 4    | Kitty King        | Persimmon         | 36,90       | 8,40        | 0,00        | 45,30       |
| 5    | Ingrid Klimke     | Hale Bob          | 37,80       | 8,80        | 0,00        | 46,60       |
| 6    | Isabelle Taylor   | Matilda           | 44,00       | 0,00        | 4,00        | 48,00       |
| 7    | Dirk Schrade      | Hop and Skip      | 43,10       | 5,20        | 0,00        | 48,30       |
| 8    | Pippa Funnell     | Sandman           | 41,00       | 9,60        | 0,00        | 50,60       |
| 9    | Gemma Tattersall  | Arctic Soul       | 47,30       | 0,00        | 6,00        | 53,30       |
| 10   | Peter Thomsen     | Barny             | 47,30       | 10,40       | 0,00        | 57,70       |
|      | …                 |                   |             |             |             |             |
| 32   | Patrizia Attinger | Raumalpha         | 42,40       | 39,20       | 0,00        | 81,60       |
|      | …                 |                   |             |             |             |             |
| 34   | Bettina Hoy       | Designer          | 44,30       | 44,80       | 0,00        | 89,10       |
| 35   | Ben Vogg          | Bellaney Castle   | 51,90       | 36,80       | 4,00        | 92,70       |
|      | …                 |                   |             |             |             |             |
| -    | Daniel Dunst      | Daiquiri Key West | 53,00       | AUSG        |             |             |
| -    | Camille Guyot     | Larnac de Vulbens | 56,60       | AUSG        |             |             |
| -    | Jasmin Gambirasio | Thats It          | 58,00       | AUSG        |             |             |

#### Mannschaftswertung
| Rang | Mannschaft     | Reiter                 | Pferd             | Minuspunkte | Minuspunkte | Minuspunkte | Minuspunkte |
| Rang | Mannschaft     | Reiter                 | Pferd             | Dressur     | Gelände     | Springen    | Endergebnis |
| ---- | -------------- | ---------------------- | ----------------- | ----------- | ----------- | ----------- | ----------- |
| 1    | Deutschland    | Michael Jung           | Takinou           | 33,50       | 0,00        | 0,00        | 33,50       |
| 1    | Deutschland    | Sandra Auffarth        | Opgun Louvo       | 31,40       | 11,20       | 0,00        | 42,60       |
| 1    | Deutschland    | Ingrid Klimke          | Hale Bob          | 37,80       | 8,80        | 0,00        | 46,60       |
| 1    | Deutschland    | Dirk Schrade           | Hop and Skip      | 43,10       | 5,20        | 0,00        | (48,30)     |
| 1    | Deutschland    |                        |                   |             | 122,70      |             |             |
| 2    | Großbritannien | Kitty King             | Persimmon         | 36,90       | 8,40        | 0,00        | 45,30       |
| 2    | Großbritannien | Pippa Funnell          | Sandman           | 41,00       | 9,60        | 0,00        | 50,60       |
| 2    | Großbritannien | Nicola Wilson          | One Two Many      | 34,60       | 38,80       | 4,00        | 77,40       |
| 2    | Großbritannien | William Fox-Pitt       | Bay My Hero       | 43,00       | AUFG        |             | (1000,00)   |
| 2    | Großbritannien |                        |                   |             | 173,30      |             |             |
| 3    | Frankreich     | Thibaut Vallette       | Qing du Briot     | 36,80       | 8,40        | 0,00        | 45,20       |
| 3    | Frankreich     | Mathieu Lemoine        | Bart L            | 39,70       | 20,60       | 0,00        | 63,30       |
| 3    | Frankreich     | Thomas Carlile         | Sirocco du Gers   | 43,20       | 28,00       | 4,00        | 75,20       |
| 3    | Frankreich     | Karim Florent Laghouag | Entebbe           | 38,70       | AUSG        |             | (1000,00)   |
| 3    | Frankreich     |                        |                   |             | 183,70      |             |             |
| 4    | Niederlande    | Tim Lips               | Keyflow           | 48,80       | 16,80       | 0,00        | 65,60       |
| 4    | Niederlande    | Merel Blom             | Rumour Has It     | 47,40       | 26,00       | 0,00        | 73,40       |
| 4    | Niederlande    | Theo van de Vendel     | Zindane           | 57,90       | 12,40       | 4,00        | 74,30       |
| 4    | Niederlande    | Alice Naber-Lozeman    | Peter Parker      | 46,80       | AUSG        |             | (1000,00)   |
| 4    | Niederlande    |                        |                   |             | 213,30      |             |             |
| 5    | Schweden       | Sara Algotsson-Ostholt | Reality           | 41,60       | 21,60       | 12,00       | 75,20       |
| 5    | Schweden       | Anna Nilsson           | Luron             | 39,70       | 32,80       | 8,00        | 80,50       |
| 5    | Schweden       | Niklas Lindbäck        | Cendrillon        | 38,10       | 74,00       | 17,00       | 129,10      |
| 5    | Schweden       | Johan Lundin           | Johnny Cash       | 51,70       | AUSG        |             | (1000,00)   |
| 5    | Schweden       |                        |                   |             | 284,80      |             |             |
| 6    | Italien        | Italien                | Italien           | Italien     | Italien     | Italien     | 1.141,70    |
| 7    | Schweiz        | Patrizia Attinger      | Raumalpha         | 42,40       | 39,20       | 0,00        | 81,60       |
| 7    | Schweiz        | Ben Vogg               | Bellaney Castle   | 51,90       | 36,80       | 4,00        | 92,70       |
| 7    | Schweiz        | Camille Guyot          | Larnac de Vulbens | 56,60       | AUFG        |             | 1000,00     |
| 7    | Schweiz        | Jasmin Gambirasio      | Thats It          | 58,00       | AUFG        |             | (1000,00)   |
| 7    | Schweiz        |                        |                   |             | 1.174,30    |             |             |
| 8    | Spanien        | Spanien                | Spanien           | Spanien     | Spanien     | Spanien     | 1.194,80    |
| 9    | Irland         | Irland                 | Irland            | Irland      | Irland      | Irland      | 2.061,10    |
| 10   | Belgien        | Belgien                | Belgien           | Belgien     | Belgien     | Belgien     | 2.080,00    |
| 11   | Russland       | Russland               | Russland          | Russland    | Russland    | Russland    | 2.133,30    |

Anmerkung: Teilnehmer, die ausgeschieden sind oder aufgegeben haben, werden in der Mannschaftswertung jeweils mit 1000 Minuspunkten gewertet.